# Нурагическа цивилизация
Нурагическата цивилизация е просъществувала на остров Сардиния от бронзовата епоха (XVIII век пр. н.е) до II век. Наименованието ѝ идва от характерните за тази високо развита култура градежи – т.нар. нураги. Това са укрепени кули, чието изграждане се усъвършенства през вековете, като в наши дни са налице останките на около 7000 паметници нураги, част от които са в сравнително добро състояние.
Позицията на о. Сардиния в Средиземно море предразполага за кръстосването на различни влияния, които са оставяли и следи в развитието на нурагическата цивилизация. Нейни собствени писмени извори не са открити, а сведения за тази цивилизация се черпят главно от класическата литература на древните гърци и римляните, макар тя често да изглежда като по-скоро митологична, отколкото исторически достоверна.

## История

### Преднурагическа Сардиния
Остров Сардиния е бил обитаем още в каменната ера. Първите заселници са пристигнали на острова през палеолита и Неолита от различни части на Европа и Средиземно море.
Най-древните селища на острова са открити в централна Сардиния и Англона. По-късно се появяват няколко местни островни култури, като културата Озиери (3200 – 2700 г. пр.н.е).
Икономиката на острова в тази ранна епоха се основава на растениевъдството, животновъдството, риболова и търговията с континента. С развитието на металургията, сребърни и медни предмети и оръжия се появяват на острова.
От този период са документирани и множество мегалитни паметници – менхири (т.нар. „perdas fittas“) и долмени, както и повече от 2400 на брой хипогеуми – гробници, т.нар. „домове на вещици“ („domus de Janas“), каменни стели – менхири, представляващи воини или фигури на жени, както и стъпаловидната пирамида при Монте д 'Акоди, в близост до Сасари, при които се наблюдава известно сходство с монументалния комплекс Лос Милярес (Андалусия) и паметниците на племето на талайотите от Балеарските острови.
Олтарът на Монте д'Акоди престава да се използва, когато на острова се появява културата на камбановидните съдове (Bell Beaker culture) ок. 2000 г. пр. Хр, която в този период е разпространена почти навсякъде на територията на Западна Европа. Представителите на тази култура проникват на острова от две различни географски области: първо от Испания и Южна Франция, а след това и от Централна Европа, през Апенинскияполуостров.
Според проф. Димитрина Митова-Джонова, остров Сардиния е феноменален археологически emporion на големите и синхронни му месопотамски и предноазиатски цивилизации, където в първичен вид се наблюдава архитектурната изява на техните религии.

### Нурагически период

#### Ранна Бронзова епоха
Културата Bonnanaro е последният етап от развитието на културата на камбовидните съдове на острова (ок 1800 – 1600 г. пр. Хр.), като при нея се наблюдават някои прилики със синхронната ѝ култура Полада от Северна Италия. При двете култури се наблюдават идентични черти при изработката и украсата на керамика и дръжките на бойните брадви. Взаимното влияние между двете култури най-вероятно се осъществявало през остров Корсика, където е усвоена и техниката на циклопския градеж, която е широко разпространена и на остров Сардиния. От този период датират прото-нурагически постройки, разположени върху платформи.
С широкото разпространение бронза в този период се наблюдават и много подобрения при сечивата и инструментите, използвани в селското стопанство, за лов и война.

#### Средната и късна бронзова епоха
От средата на II хил. пр. Хр, на острова вече се наблюдават нураги, които са нова форма на развитието на предишни прото-нураги, които в този период вече са мегалитни кули с форма на пресечен конус и са широко разпространени в цяла Сардиния. На всеки три квадратни километра е разположен по един нураг. Сред учените, изследващи нурагическата цивилизация, отдавна съществува спор относно предназначението на тези градежи. Теориите за тяхната употреба включват предположения за сгради със социални, военни, религиозни, астрономически и погребални съоръжения, но според последните изследвания относно предназначението им е, че те са служели за домове, които са включвали силоз за съхранение на храни и кула, която е ползвана за в случаи на нападения за защита. В древността, гръцките историци и географи са се опитвали да разгадаят тайната на нурагите и техните строители. Те описват наличието на приказни създания, наречени daidaleia, на името на Дедал, който, след като изгражда своя лабиринт на остров Крит, се оттегля на остров Сицилия, а след това на Сардиния.
През втората половина на II хи. пр. Хр, археологически проучвания доказват, че размерът на нурагическите селища се увеличава – нови пристройки възникват около някои от тези структури, които често са разположени на върховете на хълмове. Предполага се, че във връзка със защитата на селищата нови кули са били добавени към оригиналния градеж, съединени чрез стени и проходи, които оформяли нурагически комплекси от сгради.
Предполага се, че някои от сегашните села в Сардиния произхождат от древните нурагически такива, включително тези, които съдържат корена „нур-“ в заглавието (например, Нураки, Нураминис, Нурри, Нураллао, Норагугуме). Най-известните сред многото съществуващи нураги е Су Нуракси в Барумини, Санто Антине в Торралба, Нураг Лоса в Аббазанте, Палмавере (Алегро), Джена Мария във Виллановафорру, Санта Кристина в Паулилатино и Аррубиу в Орроли.
Остров Сардиния, на който са открити множество мини от този период, особено такива за добив на мед и олово, е и център за производство, където са изградени и много пещи за производство на сплави, които се търгуват успешно в средиземноморски басейн. Така носителите на нурагическата култура за кратък период от време се превръщат в квалифицирани металурзи – основните металопроизводители в Европа. Произвежданите на острова бронзови предмети и инструменти, включващи нови оръжия като мечове, кинжали, брадви, щифтове, пръстени, гривни, традиционните бронзови статуи, както и вотивни бронзови лодки, показват тясната връзка на тази култура и икономиката ѝ с морето. Калаят през бронзовата епоха е бил наличен материал за търгуване в Егейско море, където медта е често срещана, но бронзовият калай е рядко срещан; шлаката от пещите в Сардиния свидетелства, че на острова са съществували работилници за претопяване, и направа на отливки на именно такава суровина. Като цяло, от този период богатите находища на калай са тези, в Иберийския полуостров и Корнуол. Пазарите, на които се е търсела много тази суровина, са регионите, в които са се развили цивилизации, живеещи в райони с бедна на метали ресурсна база, като Микена, Кипър и Крит, както иИберийския полуостров, и този факт може да обясни културните сходства между тях и Нурагическата цивилизация и наличието на Нурагически градежи от епохата на късната бронзова епоха в Микена, Тракия, Македония, Тасос и нурагическа керамика от западен и централен Крит и Кипър, както и наличието на реплики, концентрирани в някои райони в Егейско море и Балканите, които изглежда, функционират като търговски представителства.

##### Морски народи
В края на Бронзовата епоха (XIV – XIII век пр. Хр.) се наблюдава засилена миграция на т.нар. морски народи, описани в древните египетски източници. Те унищожават микенски и хетски селища и нападат Египет. Според Джовани Угас, Шерданаите, един от най-важните народи на морето, трябва да бъдат идентифицирани с нурагическите сардинци. Друга хипотеза гласи, че те са пристигнали на острова на около XIII или XII век пр. Хр., след неуспешен опит за нашествие в Египет. Тази хипотеза остава спорна.
Плутарх говори за военни акции на Сардинци на остров Крит в същия период, в който по море нахлуват морските народи в Египет, което потвърждава, че нурагическите сардинци посещават източната част на Средиземно море.
Допълнителни доказателства за това е наличието на нурагическа керамика, намираща се в Тиринф, Комос, Кокинокремнос и в Сицилия, на Липари и в зоната на Агридженто по протежение на морския път, който свързва западната с източната част на Средиземно море.
Израелският археолог Адам Зертал публикува обектът Харошеф Хагоим в Израел, където е бил домът на библейския герой Сисара, може да бъде свързан с археологическия обект Ел-Ахуат създаден от Шардените от Сардиния.

#### Желязна епоха
Археолозите определят за нурагически периода, започващ от 900 до 500 г. пр. Хр. (желязната епоха) като аристократичната фаза на развитие на тази култура. В този период е произведената по-фина керамика, повече и по-сложни инструменти, а качеството на оръжието е по-добро.
Търговията на продукти и суровини произведени на острова, достига до връхната си точка – продукцията е била експортирана до всяка точка на Средиземноморието, от Близкия Изток до Испания и Атлантическия океан. Броят на къщите в селата се вдига и се наблюдава голям прираст на населението. Изграждането на нураги спира и започва изграждането на индивидуални гробници, които заменят колективните погребения (т.нар. „Гигантски гробници“).
Но истинският пробив на това време, според археолога Джовани Лилиу, е политическата организация, която е съсредоточена в парламента на селото, състояща се от ръководители и влиятелни хора, които са се събрали, за да обсъдят най-важните въпроси и дела.

### Картагенско и Римско завоевание
Около 900 г. пр. Хр. финикийците започват да посещават по-често Сардиния. Най-често посещаваните пристанища са Каралис, Нора, Бития, Сулчис, Таррос, Боса и Олбия.
Римският историк Юстин описва Картагенската военна експедиция начело с Мелк през 540 г. пр. Хр. срещу все още силната Нурагическа Сардиния. Експедицията не успява, и това предизвика политически катаклизъм в Картаген, след която на власт идва Магон I Картагенски. Той стартира още една експедиция срещу острова, през 509 г. пр. Хр, след като Сардинците нападнат финикийските крайбрежни градове в Северна Африка. Картагенците, след серия от военни кампании, в които Маго I умира и е заменен от своя брат Хамилкар I, който побеждава Сардинците и покорява крайбрежните градове на острова и Иглесиас, където са разположени мините и южните равнини. Нурагическата цивилизация оцелява в планинските райони на острова.
В 238 г. пр. Хр. картагенците, в резултат на поражението им нанесено от римляните в първата Пуническа война, предават Сардиния на Рим. Сардиния заедно с остров Корсика става Римска провинция (Corsica et Sardinia), но древногръцкият географ Страбон потвърждава, че нурагическата цивилизация оцелява, в дълбините на острова, дори и в Имперските времена.

## Общество
Нурагическата цивилизация вероятно се е основавала на кланове, всяки от които се оглавява от главатар, който е обитавал нурагически комплекс, заедно с обикновените хора, които живеели в близките села в кръгли къщи със сламени покриви, много подобни на съвременните pinnettas в Барбаджия ползвани от местните овчари. Религия и военното дело играели еднакво силна роля в това общество, което е довело учените до предположението, че нурагическата цивилизация е била теокрация. Остров Сардиния е емпория, изградена върху значително по-нисък жизнен статус, без обществено-икономически и социално-политически формации и съпровождащите ги административни и държавни противоречия.
Някои нурагически бронзови пластики изобразяват фигурите на главатари, разпознаваеми по начина на обличане – с наметало и атрибути, свидетелстващи за овластеното им положение. Целият персонаж е представен в строго канонизирана поза и одежда. Всички са боси, с вдигната десница и в молитвен жест обърната напред длан.
При мъжете като долна дреха е застъпена къса перизома, обхващаща таза. Над нея носят тясна дреха, дълга до коленете, а върху нея – втора с по-малка дължина. Под нея се подават двата края на пояс, завършващ с дълги ресни.
Инсигниите на воините са плиткият шлем с рога на бик, върху дясното рамо е наметнат тесен кордон с къс боен меч в кания, привързан под лявата подмишница. Лъкът и стрелата са оръжието, а щитът винаги е кръгъл с декоративни мотиви.
При духовните лица шлемът с рогата е заменен с кипа, кордонът с късия боен меч е запазен, а оръжието е заменено от жезъл или патерица.
Жените, както и мъжете, са прави с боси крака. Предполага се че жените, както и мъжете са можели да изпълняват ролята на жреци.

### Племена
През цялото I хил. пр. Хр., Сардиния е населена от една-единствена култура представляваща цивилизацията на нурагите.
Векове по-късно римляните описват острова като населен с различни племена, които се обединяват в една обща културна общност, която обаче е съставена от независими политически едно от друго племена в непрестанна конкуренция за контрол върху най-ценната земя на острова. Най-изявените нурагически племена включвали баларите, корсите и илинезите, като последните въобще не се поддали на процеса на романизация и останали да живеят в Civitatas Barbarie (сега Барбаджия).
- Баларите (наричани по-късно Балеари) се иденцифирцират с по-ранната културата Боларо, произлизаща от Културата на камбовидните съдове, за която се предполага, че е с индо-европейски корени. Те обитавали Нура, Коджина и Лимбара, които са окръзи на Сардиния. Баларите са родствени на тайлаотите на Балеарските острови.
- Илинезите (или Йолаез, по-късно и Дяжезбез), са идентифицирани от древногръцките автори с Йолас (племенник на Херкулес) или с бежанци от Троя, потомците на които днес обитават централна-южна Сардиния. Според древногръцките извори, Илинезите многократно са били нападани напразно както от картагенците, така и от римляните.[26]
- Корсите обитават Галура и Корсика. Те се идентифицират с Културата Арзачена. Синхронно с тях през II хил. пр. Хр. в южната част на Корсика се развиват и племената на Торетата.

### Език
В лингвистиката езикът говорен от Нурагическата цивилизация е познат като нуорезе. Павзаний пише, че не знае името на острова, но още в древността мореплавателите посещавали острова (основно елини), били впечатлени от монументалните жертвени олтари-нураги и така езикът говорен на острова, започва да се отъждествява с олтара и той става познат като нуорезе. Това наименование се налага в съвременната лингвистика от наименованията на средиземноморските говори, но според съвременните сардинци, езикът им е сардински. Историците и археолозите намират това твърдение за съвсем резонно, защото именно племето на сардите е втората значителна миграционна вълна, която заселва острова през Бронзовата епоха. Племето е носител на културата на високоразвитите източни цивилизации и религия и бързо налагат същите на заварените тук сродни народи. Те дори налагат епоним на своя етноним като наименование на познатия дотогава остров с епонима на тирените – Тарсесос и от тогава до наши дни той е познат като остров Сардиния.
Някои учени предполагат че писмеността, която нурагическите племена ползват е възприета от тази ползвана от жителите на Евбея около VIII век пр. Хр.
Според Бласко Едуардо Ферер прото-Сардинския език е близък до пра-баският и древният Иберийски със слаби влияния от Индоевропейските езици, докато други считат, че езикът на нурагическите племена е свързан с Етруския.

## Култура

### Религия
Селищната система на нурагическата цивилизация не показва наченки на централизиране, така че автохтонните религиозни възгледи предполагаемо са свързвани с култ към предците и героите.
Димитрина Митова-Джонова, която настоява за близкоизточен произход на цялата нурагическа цивилизация приема, че през II – I хил. пр. Хр. те са все още политеисти с главни богове Илу и Баал, но през I хил. пр. Хр., те вече са монотеисти – яхависти, както разкрива и протосардинската бронзова пластика от X – VI век пр. Хр. Новата монотеистична религия синкретизира политеизма, но запазва култа към водата и запазва заварените свещени кладенци на острова и ги почита като отчески кладенци. Това се потвърждава и от факта, че ако бяха тяхна – яхвистка инсигния, в съседна Кабирия на Апенинския полуостров, в Иберийския полуостров и в далечен Северен Кавказ – в Кабирия, броят на сакралните кладенци би бил многократно по-голям, от този в Сардиния, а там не са открити дотогава кладенци от протосардински тип.

### Сакрални кладенци
Сакралните кладенци датирани от II – I хил. пр. Хр. са най-яркият изразител на този исторически период. На остров Сардиния са регистрирани над 200 сакрални кладенеца и повече от 350 циклопски гробници, които се открояват над бедната жилищна архитектура с еднопространствен план и обем с минимална височина. Със своята строителна техника като цяло и островните и евроазиатските кладенци ясно маркират развитието на архитектурно-строителната дейност за период от едно хилядолетие, а с пространствените промени измененията на култа към водата – към боговете господари на подземния световен океан Абзу – шумерският бог Енки и Апсу – шумероакадския Еа. Култът към водата и свързаният с него сакрален кладенец впоследствие са синкретизирани от монотеистичните религии и почитани като яхвистки кладенци при Юдаизма и баптистерии при Християнството.

### Храмове мегарони
Нурагическите мегарони са трапецовидни или правоъгълни сгради с преддверие, които са разположени в различни части на острова и са посветен на култа към здрравоносните води. Тези сакрални посройки са архитектурен израз, който отразява културната жизненост на народи от нурагическата цивилизация и тяхното взаимодействие със синхронните ѝ средиземноморски цивилизации.
Някои, като тази край Малчиту в Арзачена, са с формата на апсида докато други, като храма на Са Чарчареда при Вилагранде Стризали завършват с кръгъл стая. Те са заобиколени от свещени участъци, наречени теменос.
Най-големият и най-добре запазеният в Сардиния храм мегарон е Са Дому де Оргия в Естерцили.

### Гигантски гробници
Така наречените „гигантски гробници“ са погребални съоръжения, чието точното предназначение все още е неизвестно, за които се предполага, че са следващ етап от развитието на мегалитните долмени. Те датират от Нурагическата епоха и изграждането им продължават чак до Желязната епоха, и са по-често срещани в централната част на острова. Обемно-плановото разпределение напомня формата на бича глава.
Големите каменни статуи, известни като betili (вид гигантски менхири, понякога с изобразени мъжки и женски вторични полови белези – фалос или гърди) често са били издигани близо до входа на гробниците.

### Антропоморфни стели
При каменната антропоморфна пластика са застъпени два вида – стела с неправилна или антропоморфизирана форма, широка, сравнително ниска с малка дбелина и антропоморфизирана скулптурна стела с голяма разлика в ширината и височината и четириъгълно сечение.

## Изкуство

### Бронзети
Така наречените бронзети (brunzittos или brunzittus) са малки бронзови статуи високи до 0,39 m, представляващи сцени от всекидневния живот, представители на различни социални прослойки, животински фигури, божества, кандилници-лодки и др.

### Колосите от Монте Прама
Колосите представляват група от около 40 статуи с височина до 2,5 m, открити през 1974 година в близост до некропол край Кабрас, провинция Ористано. Статуите предсравят три отчетливи типа борци-гладиатори с щитове и армирани ръкавици (най-многобройни), стрелци и няколко фигури на вождове. Заедно с тях са намерени и модели на нураги, като находките са датирани около X – VIII век пр. Хр.
Повечето изследователи предполагат, че колосите са представлявали в ансамбъл предците на погребваните, като Масимо Питау сичта, че водещата фигура е била на митичния основател Сард (Sardus). Според него в Географията на Клавдий Птолемей се споменава именно за това светилише, което е просъществувало до разрушаването му от християните след едикта на Теодосий I.
Димитрина Митова-Джонова е на мнение, че хипогеят от Монте Прама е храм на Мардук, където се чествал третият ден на новата година и бил четен епосът Енума Елиш. Колосална глава представя бога с дълбок шлем с пречупени сега, но силни отправени напред рога, аналогични на рогата на демона Мардук Мушхуш и на бога Баал. На едната глава е запазена само сглобката на тялото, за връзката ѝ с изготвения отделно шлем с дългите рога. Колосите от Монте Прама представят Мардук след победата му над Тиамат във войната между боговете-праотци и боговете-потомци. Като стил те принадлежат към южноанатолийската и сирийската пластика от II – I хил. пр. Хр. и са рядък представител на тази скулптурна школа. Въпреки че са датирани от една по-късна епоха, статуите от хипогеят и некропола при Монте Прама са доказателство, че нурагическата цивилизация запазва своето хилядолетно културно наследство и дори го развива под финикийско управление на острова.

## Културата нураги на Балканите
Според българската археоложка проф. Димитрина Митова-Джонова съществува безспорна общност между храмовата архитектура на сардите от остров Сардиния и техните предци, които оставят много материални следи на Балканите – в Тракия – главно в Горнострумските райони; в Македония – Костурско, остров Тасос; Полуостров Пелопонес – Микена и Егейските острови – Кея, Евбея, Крит и Кипър. Според Джонова тази общност може да бъде проследена от епохата на Неолита от мегалитните менхири до къснато Средновековие при скаралните мамутони и българските кукерски игри и дори при националния български костюм от софийско и южното поречие на Струма, които според нея са изненадващо аналогични.
Проф. Митова-Джнова разглежда етнонима серди, не като едно от древнотракийските племена, а етноним равностоен на етнонимите траки, тирени, сарди. Най-вероятно сардите са асимилирани от околните тракийски племена, а етнонимът им прераства в една от лингвистичните загадки за българската историческа научка.
Като безспорно потвърждение на тезата си проф. Митова-Джонова посочва прото-сардинският култов кладенец при село Гърло (Област Перник), открит и изследван от нея през 1972 година. Съоръжението е интерпретирано от Митова Джонова като посветено на шумерския бог Енки и е единствениият сакрален кладенец, аналогичен и синхронен на протосардинския кладенец Куккуру при Сетимо Сан Пиетро (Сардиния). Градежът на гърленския храм-кладенец е пространствено аналогичен с култовия кладенец при Баллао. В близост до мегалитното съоръжение са документирани и група менхири – т.нар. Русалимски гробища (разрушени за строителен материал), но характерни за културата нураги.
Кръглият план на гърленскит храм-кладенец е регистриран при източно средиземноморската жилищна и култова архитектура още в културите на ранната Неолитна епоха като Халфа и Хассуна. На остров Кипър – при археологическите обекти Кирокития и Сотирия, където са разкрити кръгли каменни постройки с куполно покритие от кирпич. Аналогични градежи са открити в Кастория (Костур).
По поречието на реките Струма и Марица идентични градежи са разкривани е селища от Неолитната и Енеолитната епоха.
На остров Крит тази архитектура се появява през III – II хил. пр. Хр. и се изгражда чак до средата на I хил. пр. Хр. като се прилагат различни строителни техники, съобразно околния релеф. Циклопски градежи подобни на нурагическите са застъпени в Тиринт, Микена и Анатолия, но кръглият план се запазва само при сепулкралната архитектура. Сакралните кладенци на нурагическата цивилизация принадлежат към сградите с толос и дромос, но имат съвсем различно пространствено и култово предназначение. Те повтарят неолитната жилищна и култова архитектура на Месопотамия, която постепенно прониква на северозапад през Предна и Мала Азия – в континентална Гърция и югоизточни балкански дял.